# 卤素
鹵素（英語：Halogen）是指在元素週期表中同屬第17族（舊稱ⅦA族）的六種元素：氟（F）、氯（Cl）、溴（Br）、碘（I）、砈（At）和（Ts），砈和有極強放射性，且屬於人造元素。
鹵素是類化學性質非常活潑的元素，能和許多金属形成盐类。鹵素原子序越大，熔沸点越高；電負度與第一游離能越低，越不活潑；常温常压（300K、10萬Pa）的密度越高。卤族是唯一在常溫常壓有固液气三态元素的族。在标准状况，氟和氯是气体，溴是液体，碘、砈、鿬是固体。

## 历史
含氟矿物萤石在1529年就已知。早期化学家就已知氟化合物裡有种未知元素，但无法分离。在1860年，英国化学家George Gore用电流流过氢氟酸的方法并可能产生了氟气，但他当时无法证明自己的结果。1886年，巴黎化学家亨利·莫瓦桑电解了溶于无水氟化氢的氟化氢钾，成功分离出氟。
炼金术士和早期化学家早已知道盐酸，但1774年卡尔·威廉·舍勒加热盐酸和二氧化锰时才发现氯单质，他称之为dephlogisticated muriatic acid，也就是氯在这33年来的名字。1807年，咸夫里·戴维研究了氯，发现它是化学元素。氯氣在第一次世界大战期间用作化学武器。根据不同的污染濃度，氯气会灼伤人体内外的组织，尤其是肺部，使人呼吸困难或无法呼吸。
安托萬·巴拉爾在1820年代將氯气通入卤盐水样品发现了溴。他最初提议为新元素命名为muride，但法兰西学术院将该元素改名为bromine（溴）。
贝尔纳·库尔图瓦发现了碘。他通常将海藻灰与水煮沸来生成氯化钾，用以生产硝石。然而，在1811年，他在产物加入硫酸，发现产物生成紫色烟雾，这些烟雾凝结成黑色晶体。他怀疑这些晶体是新元素，因此将样品发给其他化学家来调查。约瑟夫·路易·盖－吕萨克证明了它是新元素，也就是今天的碘。
1931年，弗雷德·艾利森自称用磁光机器发现了85号元素，并将其命名为Alabamine，但他的发现是错误的。1937年，拉真达拉·德（Rajendralal De）自称在矿石发现85号元素，并称其为dakine，但他的发现也是错误。霍里亞·胡盧貝伊和伊維特·哥舒瓦在1939年用光谱学尝试发现85号元素也未成功。瓦爾特·明德爾于同年尝试尋找由钋β衰变生成类似碘的元素。85号元素今天称为砹，于1940年由戴爾·R·科森、肯尼斯·羅斯·麥肯齊和埃米利奥·塞格雷成功合成，他们用α粒子轰击铋来合成砹。
2010年，由核物理学家尤里·奥加涅相领导的团队，包含来自杜布纳联合原子核研究所、橡树岭国家实验室、劳伦斯利佛摩国家实验室和范德堡大学的科学家用钙-48轰擊锫-249原子合成出鿬-294。截至2024年3月，鿬是最新发现的化學元素。

## 命名
卤素可和很多金属形成氟化鈣、氯化鈉、溴化銀、碘化鉀等盐类，英文halogen来自希腊語halos（盐）和gennan（形成）两词。中文卤的原意是盐碱地。所有已发现卤素的英文名都以ine结尾。
1811年，德国化学家Johann Schweigger提议用halogen一名，意為「成盐者」，是希腊文αλς（als，意為盐）和γενειν（genein，意為产生），代替汉弗里·戴维提出的chlorine一名來稱呼氯元素；不过，1826年，瑞典化学家约恩斯·贝尔塞柳斯提議把halogen一詞改為指代氟、氯和碘元素，這些元素与碱金属形成化合物时，會產生類似海鹽的物質。
所有卤素名的结尾都有ine后缀。氟的名字来自拉丁语fluere，意為「流动」，它由矿物萤石衍生而来，而萤石在金属加工中用作助焊剂。氯的名字来自希腊文的chloros，意为黄绿色。溴的名字来自希腊文的bromos，意思是恶臭。碘的名字来自希腊文iodes，意为紫色。砹的名字来自希腊文的astatos，意为不稳定。鿬的名字则来自美国的田纳西州。

## 分布
卤素在自然界以化合态广泛存在（極不穩定的砈和鿬除外）。氯的存在范围最广，其餘鹵素的含量按氟、溴、碘、砈、鿬顺序减少（砈在自然界只有痕量，鿬則不在自然界出現）。
| 卤素 | 分布状况                                                               |
| ---- | ---------------------------------------------------------------------- |
| 氟   | 在萤石、冰晶石、氟磷灰石等矿物出現（地壳质量分数：0.065%）             |
| 氯   | 火成岩、沉积岩、海水、盐湖（地壳质量分数：0.031%；海水含量每公升20克） |
| 溴   | 岩石、海水、矿井水（地壳质量分数：0.00016%；海水含量每公升0.065克）    |
| 碘   | 海水（含量5×10⁻⁸%）、智利硝石（含量0.02%～1%）                         |
| 砈   | 在某些含放射物質的地方，由其他放射性核種衰变生成（含量：少于1克）      |
| 鿬   | 以粒子加速器人工合成（含量：0克）                                      |

## 性質

### 物理
| 名称 | 符号 | 原子半径，納米       | 主化合价                       | 状态（标况） | 单质密度，每毫升克數 | 单质熔点，℃      | 单质沸点，℃ |
| ---- | ---- | -------------------- | ------------------------------ | ------------ | -------------------- | ---------------- | ----------- |
| 氟   | F    | 0.071                | -1                             | 气体         | 0.0017               | -219.62          | -188.12     |
| 氯   | Cl   | 0.099                | -1，+1，+2，+3，+4，+5，+6，+7 | 氣体         | 0.0032               | -101.5           | -34.04      |
| 溴   | Br   | 0.114                | -1，+1，+3，+4，+5，+7         | 液体         | 3.1028               | -7.3             | 58.8        |
| 碘   | I    | 0.133                | -1，+1，+3，+5，+7             | 固体         | 4.933                | 113.7            | 184.3       |
| 砈   | At   | 0.150                | -1，+1，+3，+5，+7             | 固体         | 6.2－6.5（推測）     | 302              | 337?        |
| 鿬   | Ts   | 0.156－0.157（推算） | -1，+1，+3，+5（推測）         | 固体（推測） | 7.1－7.3（推測）     | 350－550（推測） | 610（推測） |

### 化學
通常来说，液態卤素分子的沸点均高于对应的烃链，主要是卤素分子比烷链更电极化，而分子电极化增強分子间的连接力（正电极与负电极的相互吸引），我们需要对液体提供更多能量才能使其蒸发。
卤素单质都是双原子分子，亦很易挥发。鹵素的电子构型均为ns² np⁵，它们获取一粒电子以达到稳定结构的趋势极强烈，化学性质很活泼，在自然状态不能以单质存在，一般以-1价即卤离子（X⁻）形式在溶液及礦物出現。
| Z   | 元素 | 核電外子構型                    | 電子排布                       |
| --- | ---- | ------------------------------- | ------------------------------ |
| 9   | 氟   | 2，7                            | [He] 2s² 2p⁵                   |
| 17  | 氯   | 2，8，7                         | [Ne] 3s² 3p⁵                   |
| 35  | 溴   | 2，8，18，7                     | [Ar] 3d¹⁰ 4s² 4p⁵              |
| 53  | 碘   | 2，8，18，18，7                 | [Kr] 4d¹⁰ 5s² 5p⁵              |
| 85  | 砈   | 2，8，18，32，18，7             | [Xe] 4f¹⁴ 5d¹⁰ 6s² 6p⁵         |
| 117 | 鿬   | 2，8，18，32，32，18，7（預測） | [Rn] 5f¹⁴ 6d¹⁰ 7s² 7p⁵（預測） |

| 卤素 | 分子 | 結構 | 模型 | d（X−X），pm （氣態） | d（X−X），pm （固態） |
| ---- | ---- | ---- | ---- | --------------------- | --------------------- |
| 氟   | F₂   |      |      | 143                   | 149                   |
| 氯   | Cl₂  |      |      | 199                   | 198                   |
| 溴   | Br₂  |      |      | 228                   | 227                   |
| 碘   | I₂   |      |      | 266                   | 272                   |

## 无机反应

### 氧化
卤素单质都是氧化劑，氧化力从氟到依次降低。碘单质氧化力较弱，三价铁离子可以把碘离子氧化为碘。卤素能与部分金属、非金属单质直接化合。卤素与水也能氧化还原：
- 2X₂＋2H₂O　→　4H⁺＋4X⁻＋O₂

氟与水反应剧烈，氯受光照与水缓慢反应，碘不反应。

### 歧化反应
卤素单质在碱中易歧化：
- X₂＋2OH⁻（冷）→　X⁻＋XO⁻＋H₂O
- 3X₂＋6OH⁻（热）→　5X⁻＋XO₃⁻＋3H₂O

但在酸中很易逆反应：
- 5X⁻＋XO₃⁻＋6H⁺　→　3X₂＋3H₂O

这反应是制取溴和碘单质流程的最后一步。

### 氢化物
卤素的氢化物叫卤化氢，为共价化合物；其溶液叫氢卤酸，它们在水中都以离子形式存在，且都是酸。一般而言氢氟酸（pKa＝3.20）是弱酸。氢氯酸（即盐酸）、氢溴酸、氢碘酸都是典型的强酸，酸度从HCl到HI依次增强，它们的pKa均为负数。至於則為氫鹵酸中最強的酸，但它極易分解為氫與砹單質。

### 氧化物
卤素的氧化物都是酸酐。二氧化氯（ClO₂）等偶氧化态氧化物是混酐。
| 卤素 | X₂O  | X₂O₂ | X₂O₃  | XO₂  | X₂O₅  | X₂O₆  | X₂O₇  |
| ---- | ---- | ---- | ----- | ---- | ----- | ----- | ----- |
| 氟   | OF₂  | O₂F₂ |       |      |       |       |       |
| 氯   | Cl₂O | ClO  | Cl₂O₃ | ClO₂ | Cl₂O₅ | Cl₂O₆ | Cl₂O₇ |
| 溴   | Br₂O |      | Br₂O₃ | BrO₂ | Br₂O₅ |       |       |
| 碘   |      |      |       |      | I₂O₅  |       |       |

### 含氧酸
卤素（除了氟，氟只有-1价）可显示多种价态，正价态一般都出现在其含氧酸根。
以氯为例：
- +1：HClO（次氯酸）
- +3：HClO₂（亚氯酸）
- +5：HClO₃（氯酸）
- +7：HClO₄（高氯酸）

卤素的含氧酸均有氧化力，同一元素中，次卤酸最强。
卤素含氧酸多数只在溶液中，少数盐以固态存在，如碘酸盐和高碘酸盐。HXO（X為Cl、Br、I）、HIO₃和HXO₄（X為Cl、Br、I）分子在气相十分稳定，可用质谱和其他方法研究。卤素含氧酸见下表290-291。
|                | 氟的含氧酸 | 氯的含氧酸 | 溴的含氧酸 | 碘的含氧酸 |
| -------------- | ---------- | ---------- | ---------- | ---------- |
| HXO（次卤酸）  | HFO        | HClO       | HBrO       | HIO        |
| HXO₂（亚卤酸） |            | HClO₂      | HBrO₂      | HIO₂       |
| HXO₃（卤酸）   |            | HClO₃      | HBrO₃      | HIO₃       |
| HXO₄（高卤酸） |            | HClO₄      | HBrO₄      | HIO₄       |
| 其他           |            |            |            | H₇I₅O₁₄    |
| 其他           |            |            |            | H₅IO₆      |

### 互卤化物
只由两种卤素形成的化合物叫互卤化物，較电正的元素呈正氧化态，氧化态为奇数。卤素的价电子数是奇数，周围与奇数粒其它卤原子成键比较稳定（如IF₇）。互卤化物都能水解。
| 鹵素 | 氟                | 氯         | 溴        | 碘  | 砈        |
| ---- | ----------------- | ---------- | --------- | --- | --------- |
| 氟   | F₂                |            |           |     |           |
| 氯   | ClF、ClF₃、ClF₅   | Cl₂        |           |     |           |
| 溴   | BrF、BrF₃、BrF₅   | BrCl       | Br₂       |     |           |
| 碘   | IF、IF₃、IF₅、IF₇ | ICl、I₂Cl₆ | IBr、IBr₃ | I₂  |           |
| 砈   | —                 | AtCl       | AtBr      | AtI | At₂（？） |

### 其他无机化学性质
|                | F₂              | Cl₂                                                               | Br₂                                    | I₂                     |
| -------------- | --------------- | ----------------------------------------------------------------- | -------------------------------------- | ---------------------- |
| 和鐵反应       | FeF₃            | FeCl₃                                                             | FeBr₃                                  | FeI₂（碘的氧化力較弱） |
| 和氫氧化鈉反应 | NaF＋OF₂        | NaCl＋NaClO 加热反应则生成NaCl＋NaClO₃                            | NaBr＋NaBrO 加热反应则生成NaBr＋NaBrO₃ | NaI＋NaIO₃             |
| 和硫反应       | SF₆ 也会产生SF₄ | S₂Cl₂ 在催化剂的作用下产生SCl₂ 低温下和低价硫的氯化物作用产生SCl₄ | S₂Br₂                                  | 不反应                 |

## 有机反应
在有机化学，卤族元素经常作为决定有机化合物化学性质的官能团存在，常用X表示，如R－X是含鹵原子的烴類。
卤素的物理特性和化学特性明显区分于与它对应的烃链的主要原因，在于卤素原子（如F、Cl、Br、I）与碳原子的连接，即碳－鹵的连接，明显不同于烃链碳－氫连接。
- 卤原子通常较电负，碳－鹵连接比碳－氫连接更加电极化，但仍然是共价键。
- 卤原子体积和质量通常较碳原子大，碳－鹵连接的偶极子矩（Dipole Moment）和连接能量（Bonding Energy）远大于碳－氫，碳－鹵的连接力（Bonding strength）远小于碳－氫连接。
- 卤原子脆弱的p轨道（Orbital）与碳原子稳定的sp³轨道相连接，碳－鹵连接不甚稳定。

卤素最常见的有机化学反应为亲核取代反应（nucleophilic substitution），通常的化学式如：
Nu:⁻＋R－X　→　R－Nu＋X⁻
“Nu:⁻”在这里代表亲核负离子，离子越亲核，产率和化学反应速度越可观。
“X”在这里代表卤素原子，如F、Cl、Br、I，若X⁻所对应的酸（即HX）为强酸，那么产率和反应的速度将非常可观，如果若X⁻所对应的酸为弱酸，则产率和反应的速度均会下降。

## 合成有機卤化物

### 加成反应
加成反应可在未饱和烃链加入卤素，此为最简单的方式，如：
CH₃－CH₂－CH＝CH₂＋HBr　→　CH₃－CH₂－CHBr−CH₃
不經催化，产率也可達90%以上。

### Karasch方式
如想将溴加在烃链第一粒碳原子，可用Karasch方式：
CH₃－CH₂－CH＝CH₂＋HBr　→　CH₃－CH₂－CH₂－CH₂－Br＋H₂O
以雙氧水催化，产率90%以上。

### 由苯合成
由苯合成卤化物则必须有催化剂，如：
催化剂：三鹵化鋁或三鹵化鐵（X為對應鹵素）
产率较高。

### 由醇合成
由醇合成卤化物，必须用好的亲核试剂，强酸作为催化剂以提高产率和速度：CH₃－CH₂－CH₂－CH₂－OH＋Br⁻　⇌　CH₃－CH₂－CH₂－CH₂－Br＋H₂O
催化剂：H⁺
此反应为双向反应，产率和速度有限。

## 生产

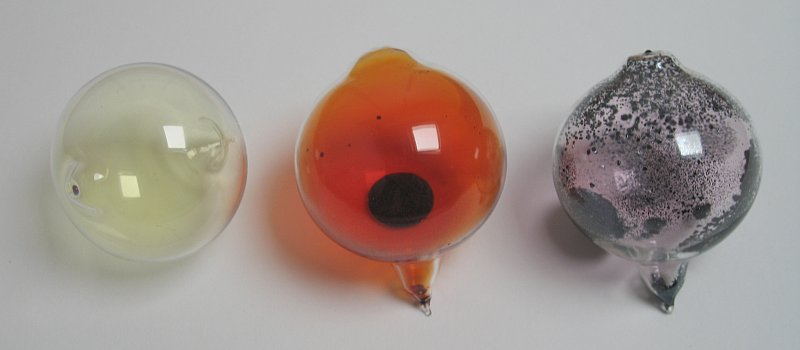
从左到右分别是氯、溴和碘；在室温，氯是气体、溴是液体、碘是固体。氟太活潑而無法展示在圖中；砹和鿬放射力极强且極不穩定，目前尚未合成出可見量的單質。

含氟矿物萤石年開採约六百万公吨。氢氟酸年产約40万吨。由在磷酸生产中作为副产物产生的氢氟酸可制得氟气。氟气年产约15000公吨。
石盐是最常用于开采氯的矿物，但光鹵石和钾石盐等矿物也可用于开采氯。每年還有約四千万吨的氯气以电解卤盐水的方法产生。
溴年产约45万吨，一半来自美国，35%来自以色列，其余多来自中国。溴過去是在自然卤盐水添加硫酸和漂白粉生产；现代以赫伯特·亨利·道发明的电解法生产。溴也可由氯气通入海水，然后將空气通入海水生产。
2003年全球碘产量约2.2萬公吨，智利生产四成、日本生产三成，另外少量由俄罗斯和美国生产:248。碘以前从海带提取出來，直到1950年代，现代以其他方式生产。产生碘的一种方法是将二氧化硫与硝酸盐矿石混合，其中含有一些碘酸盐。碘也可以从天然气田中提取。
砹在鈾礦天然出現，但僅作為次要衰變產物痕量生成，且生成後會快速衰變，通常要在粒子加速器以α粒子轰击铋原子合成。
等超重元素皆不在自然界出現，只能使用粒子加速器人工合成。

## 用途
氟最大的用途是在核燃料循环生产六氟化鈾，每年消耗近7000吨。首先二氧化铀与氢氟酸反应生成四氟化铀，然后以氟气氟化四氟化铀生成六氟化鈾，可通过气体扩散法或者气体离心法浓缩铀。每年大约有6000吨氟用于生产惰性电介质六氟化硫，该物质可以用于高压变压器与断路器，这样就不必在充油设备中使用危险的多氯联苯了。电子产品中会使用一些氟化合物：在化学气相沉积中会使用六氟化钨或六氟化铼，在等离子蚀刻中会使用聚四氟乙烯。此外氟也可用於牙齒護理、製藥及在血液中攜帶氧氣等。
氯可作为較便宜的消毒劑，一般的自来水及游泳池就常用它消毒，但氯氣頗難溶、甚毒、會放出特殊氣味，且易生成有致癌風險的三鹵甲烷等有机氯化合物，中、美等國常改用二氧化氯（ClO₂）、氯胺或臭氧等代替氯氣作為水的消毒劑。除了用於消毒，氯氣也是一种重要的化工原料，用於制造盐酸和漂白粉、制造氯代烃。也可以用于制造多种农药、制造氯仿等有机溶剂。此外氯氣還广泛用于造纸、纺织、有机合成、金属冶炼等行业，也有作為化學武器的紀錄。
許多種的有機溴化物在工業上有其應用，其中一部份是由溴製備而來，另一部份則是由溴化氫製備而來。溴化合物在工業可用於阻燃劑、汽油添加劑、鑽井液和化工原料等，用途十分廣泛。
碘化物的主要用途包括做為催化劑、動物食物添加品、穩定劑、染劑、著色劑、顏料、藥品、清潔衛生（碘酒）、照片與鹵素燈泡等；其他小眾用途為除霧、種雲，和在分析化學中的多種用途。此外其放射同位素碘131可用於醫學造影及放射治療。
砈的同位素皆非常不穩定，但砈-211用於核醫學。剛製成的砈-211須馬上用，不然其總量在7.2小時之後就會減半。砹-211會釋放α粒子，或經電子捕獲衰變成釋放α粒子的釙-211，可用於α粒子靶向治療。
只能用粒子加速器人工合成，極難製備，單次造出的量極少（至多幾顆原子），生成後又會很快衰變，故沒有任何商業用途，僅用於學術研究。

## 生物學作用及防護
氟并非人类或者其它哺乳动物必须的元素。有人認為少量的氟可能对增加骨强度有益，但该理论尚未确立。日常环境有很多微量氟的来源，只有人工饮食能使人缺氟。至於吸入大量氟氣對人體來說是劇毒，會刺激眼、皮膚、呼吸道粘膜。
和氟相似，大量氯氣對人體來說也是劇毒，可損害人體全身器官及神經系統，但氯離子是人體必需的礦物質，在人體中為代謝作用很重要的物質，胃中生成鹽酸和細胞幫浦的功能皆需要氯，飲食中主要的來源是餐桌上的氯化鈉，血液中過低或高濃度的氯為電解質失調的實例，在沒有其他異常的情況下很少發生低氯血症。
溴在人體中還未找到已知功能，但有機溴化合物的確自然存在。海中的有機物是有機溴化合物的主要來源，例如海藻和骨螺等。溴會腐蝕及毒害人體，刺激皮膚及呼吸道粘膜等，且傷害神經系統及腸胃道等。
碘是人體必需的礦物質，用以製造甲狀腺素以調控細胞代謝、神經性肌肉組織發展與成長（特別是在出生胎兒的腦部）。缺碘症是造成可避免性腦損害疾病最常見的因素，全世界估計有五千萬人深受影響。
砈和鿬沒有生物學功能。雖然依元素週期律，鹵素越往下越低毒，砈和鿬會比氟、氯、溴、碘低毒，但其極強放射可能引發輻射中毒，砈和鿬極可能有毒，但只會出現在受管制的輻射區域，絕大多數人不可能攝入砈和鿬（除非是在核電廠附近，某些鈾同位素衰變會產生砈）。

## 注解
1. ↑  為了簡潔，用惰性氣體標記法表示核外電子排布：先寫之前的惰性氣體元素符號，再寫該元素外的電子排布。